# BrüPz 68
Brückenlegepanzer 68 (BrüPz 68) – szwajcarski most czołgowy wykorzystujący podwozie czołgu Pz. 68 produkowany w latach 1974-1977.
Początkowo prace prowadzono nad pojazdem wykorzystującym podwozie czołgu Panzer 61, ale po wprowadzeniu na uzbrojenie zmodernizowanego Panzer 68 postanowiono wykorzystać podwozie nowego pojazdu. Równolegle z pracami nad mostem trwały prace nad wozem zabezpieczenia technicznego EntpPz 65. BrüPz 68 został wyposażony w nieskładane, aluminiowe przęsło o długości 18,23 m i szerokości 3,79 m (prototyp był wyposażony w przęsło stalowe). Po przęśle mogą przejeżdżać pojazdy o masie do 60 t, ale w czasie pokoju nośność jest ograniczona do 50 t. Dwuosobowa załoga pojazdu jest w stanie ułożyć je nad przeszkodą w ciągu około dwóch minut. Podjęcie przęsła z ziemi i załadunek na pojazd zajmuje od trzech do pięciu minut. Układanie mostu jest możliwe tylko przed pojazdem, natomiast podniesione może być przęsło leżące zarówno przed jak i za czołgiem mostowym.
BrüPz 68 ma w położeniu marszowym masę 45 ton i długość 20 m.Dzięki silnikowi o mocy 489 kW rozwija prędkość maksymalną 50 km/h.
W latach 80. XX wieku pojazdy tego typu przeszły modernizację w ramach której wyposażono je między innymi w zautomatyzowany, hydrauliczny mechanizm układania przęsła. Zmodernizowane wozy noszą oznaczenie BrüPz 68/88